# Gastromicans
Gastromicans es un género de arañas araneomorfas de la familia Salticidae. Se encuentra en América.   

## Lista de especies
Según The World Spider Catalog 12.5:
- Gastromicans albopilosa (Simon, 1903)
- Gastromicans hondurensis (Peckham & Peckham, 1896)
- Gastromicans levispina (F. O. Pickard-Cambridge, 1901)
- Gastromicans noxiosa (Simon, 1886)
- Gastromicans tesselata (C. L. Koch, 1846)
- Gastromicans vigens (Peckham & Peckham, 1901)